# E-Rallye Monte-Carlo

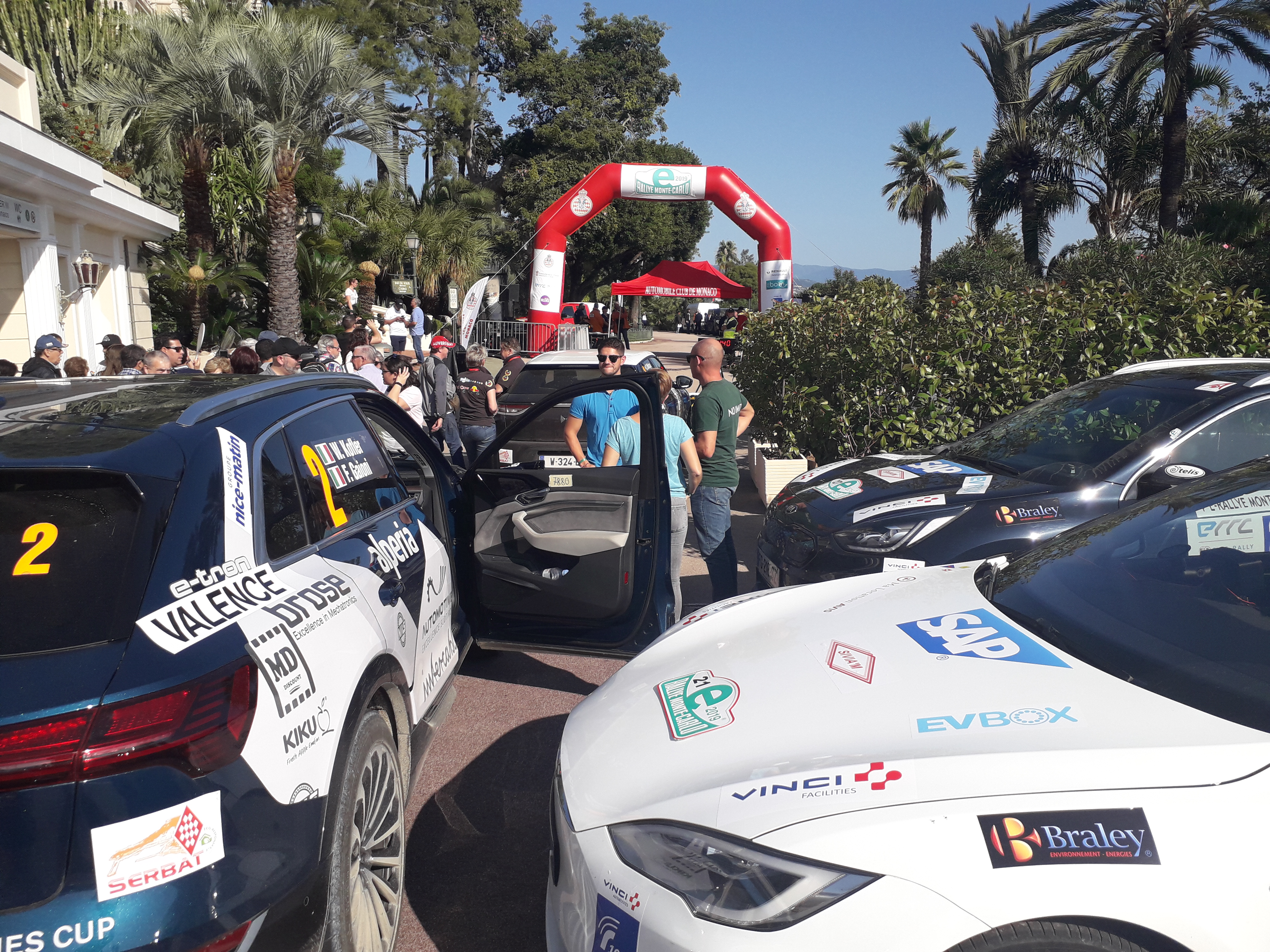
Arrivo di tappa all'eRallye 2019 sulla terrazza del Casinò di Monte Carlo

L'E-Rallye Monte-Carlo, fino al 2015 Rallye Monte Carlo des Énergies Nouvelles, è una competizione automobilistica riservata a veicoli alimentati tramite fonti di energia alternativa, organizzato dall'Automobile Club de Monaco dal 2007.
È stato inserito nel calendario della FIA Alternative Energies Cup fino al 2015 e dal 2017 in quello della FIA E-Rally Regularity Cup.

## Albo d'oro

### FIA Alternative Energies Cup (2009-2015)
| Edizione | 1º posto                                                   | 2º posto                                                | 3º posto                                                    | 1º posto veicoli elettrici                             |
| -------- | ---------------------------------------------------------- | ------------------------------------------------------- | ----------------------------------------------------------- | ------------------------------------------------------ |
| 2009     | Raymond Durand (pilota) Jean-Jacques Marcellin (co-pilota) | Luis Murguía (pilota) Javier Urmeneta (co-pilota)       | Jean-Pierre Ballet (pilota) Marie-Agnés Sautier (co-pilota) | Mathieu Kassovitz (pilota) Simon Rochefort (co-pilota) |
| 2009     | Toyota Prius                                               | Toyota Prius                                            | Honda Insight                                               | Tesla Roadster                                         |
| 2010     | Luis Murguía (pilota) Javier Urmeneta (co-pilota)          | Bernard Hostein (pilota) Bernard Vialar (co-pilota)     | Christophe Ponset (pilota) Serge Pastor (co-pilota)         | Érik Comas (pilota) Sébastien Chol (co-pilota)         |
| 2010     | Toyota Prius Advance                                       | Toyota Prius                                            | Toyota Prius                                                | Tesla Roadster                                         |
| 2011     | Raymond Durand (pilota) Bernard Vialar (co-pilota)         | Gianmaria Aghem (pilota) Rossella Conti (co-pilota)     | Massimo Beltrami (pilota) Giovanni Merzari (co-pilota)      | Érik Comas (pilota) Sébastien Chol (co-pilota)         |
| 2011     | Toyota Auris                                               | Honda CR-Z                                              | Toyota Auris                                                | Tesla Roadster                                         |
| 2012     | Sylvain Blondeau (pilota) Jean-Luc Hasler (co-pilota)      | Bernard Darniche (pilota) Joseph Lambert (co-pilota)    | Massimo Liverani (pilota) Valeria Strada (co-pilota)        | James Morlaix (pilota) Valérie Palmarole (co-pilota)   |
| 2012     | Dacia Logan                                                | Opel Ampera                                             | Fiat Croma                                                  | Tesla Roadster                                         |
| 2013     | Jean Verrier (pilota) Jean Rick (co-pilota)                | Laurent Caro (pilota) Jean-François Vincent (co-pilota) | Luis Murguía (pilota) Javier Urmeneta (co-pilota)           | Jean Ferry (pilota) Patrick Curti (co-pilota)          |
| 2013     | Honda Civic                                                | Honda CR-Z                                              | Toyota Yaris                                                | Mitsubishi iMiEV                                       |
| 2014     | Sylvain Blondeau (pilota) Jean-Luc Hasler (co-pilota)      | Massimo Liverani (pilota) Valeria Strada (co-pilota)    | Raymond Durand (pilota) Daniel Collet (co-pilota)           | Greg Jonkerlinck (pilota) Yves Munier (co-pilota)      |
| 2014     | Opel Astra                                                 | Abarth 500                                              | Opel Ampera                                                 | Renault Zoe                                            |
| 2015     | Nicola Ventura (pilota) Guido Guerrini (co-pilota)         | Massimo Liverani (pilota) Valeria Strada (co-pilota)    | Christophe Ponset (pilota) Serge Pastor (co-pilota)         | Pascal Ferry (pilota) Aurore Ferry (co-pilota)         |
| 2015     | Abarth 500                                                 | Alfa Romeo GTV                                          | Toyota Prius                                                | Renault Zoe                                            |

### FIA E-Rally Regularity Cup (2017-2021)
| Edizione | 1º posto                                              | 2º posto                                              | 3º posto                                                    |                               |
| -------- | ----------------------------------------------------- | ----------------------------------------------------- | ----------------------------------------------------------- | ----------------------------- |
| 2017     | Didier Malga (pilota) Anne-Valérie Bonnel (co-pilota) | Piotr Moson (pilota) Jérémie Delran (co-pilota)       | Frédéric Mlynarczyk (pilota) Christophe Marques (co-pilota) |                               |
| 2017     | Tesla Model S                                         | BMW i3                                                | Toyota Mirai                                                |                               |
| 2018     | Alexandre Stricher (pilota) Hugo Lara (co-pilota)     | Didier Malga (pilota) Anne-Valérie Bonnel (co-pilota) | Jacques Pastor (pilota) Serge Pastor (co-pilota)            |                               |
| 2018     | Toyota Mirai                                          | Tesla Model S                                         | Toyota Mirai                                                |                               |
| 2019     | Frédéric Ozon (pilota) Marjorie Glatigny (co-pilota)  | Artur Prusak (pilota) Thierry Benchetrit (co-pilota)  | Frédéric Mlynarczyk (pilota) Christophe Marques (co-pilota) |                               |
| 2019     | Tesla Model S                                         | DS3 E-Tense                                           | DS3 E-Tense                                                 |                               |
| 2020     | Gara annullata causa maltempo                         | Gara annullata causa maltempo                         | Gara annullata causa maltempo                               | Gara annullata causa maltempo |
| 2021     | Frédéric Lansiaux (pilota) Nicolas Buhot (co-pilota)  | Franko Špacapan (pilota) Sebastjan Kobal (co-pilota)  | Didier Malga (pilota) Anne-Valérie Bonnel (co-pilota)       |                               |
| 2021     | Volkswagen ID.4                                       | Hyundai Kona                                          | Porsche Taycan                                              |                               |

### FIA ecoRally Cup (2022-)
| Edizione | 1º posto                                                        | 2º posto                                                        | 3º posto                                          |
| -------- | --------------------------------------------------------------- | --------------------------------------------------------------- | ------------------------------------------------- |
| 2022     | Jacques Pastor (pilota) Fulvio Gazzola (co-pilota)              | Eneko Conde Pujana (pilota) Lukas Sergnese Bermúdez (co-pilota) | Guido Guerrini (pilota) Artur Prusak (co-pilota)  |
| 2022     | Kia EV6                                                         | Kia eSoul                                                       | Kia eNiro                                         |
| 2023     | Eneko Conde Pujana (pilota) Lukas Sergnese Bermúdez (co-pilota) | Guido Guerrini (pilota) Artur Prusak (co-pilota)                | Michal Žďárský (pilota) Jakub Nábělek (co-pilota) |
| 2023     | Kia eNiro                                                       | Kia eNiro                                                       | Hyundai Kona                                      |
| 2024     | Eneko Conde Pujana (pilota) Lukas Sergnese Bermúdez (co-pilota) | Michal Žďárský (pilota) Jakub Nábělek (co-pilota)               | Guido Guerrini (pilota) Artur Prusak (co-pilota)  |
| 2024     | Kia EV6                                                         | Hyundai Kona                                                    | Kia eNiro                                         |